# Emmett Cullen
Emmett Cullen is een van de hoofdpersonen uit de film en de boekenreeks Twilight, geschreven door Stephenie Meyer. Hij is de adoptiezoon van Carlisle en Esme Cullen en de adoptiebroer van Edward en Alice Cullen en Jasper en Rosalie Hale. Rosalie is tegelijkertijd ook zijn echtgenote.
In de film wordt zijn rol vertolkt door Kellan Lutz.

## Achtergrond
Emmett Cullen werd rond 1915 geboren als Emmett McCarty. Hij woonde in Gatlinburg, Tennessee, waar hij op 20-jarige leeftijd in de bossen werd aangevallen door een beer. Rosalie, die in hetzelfde gebied aan het jagen was, vond hem. Ze besefte dat hij zou sterven en omdat ze vond dat hij heel veel leek op het zoontje van Vera (een oude vriendin): Henry. Ze durfde hem niet zelf te veranderen omdat ze bang was dat ze zich niet kon inhouden om hem op te eten (ze was een vampier)
Daarom nam ze hem mee naar Appalachia, waar Carlisle Cullen op dat moment was - een tocht van bijna 150 kilometer. Het kostte haar onderweg al haar kracht om de hevig bloedende jongen niet te doden en zich te voeden met zijn bloed. Ze vroeg Carlisle om Emmetts leven te redden en hem tot een vampier te maken. Emmett kwam bij het gezin Cullen. In het begin had hij het erg moeilijk met het bedwingen van zijn dorst naar mensenbloed, maar naarmate de tijd vordert leert hij er beter mee omgaan.

## Karakter
Emmett wordt beschreven als lang, sterk en extreem gespierd. De meeste mensen beschouwen hem als de meest intimiderende van het gezin Cullen. Emmett kan het meteen goed vinden met Bella, de menselijke vriendin van zijn adoptie broer Edward, maar omdat Rosalie helemaal niet met Bella kan vinden blijft hij in het begin nog op de achtergrond. Later krijgen ze echter een goede band en Emmett plaagt haar vaak met haar stunteligheid en haar blozen. Emmett heeft een luchtige natuur en maakt veel grappen.